# Phrosinidae
Phrosinidae é uma família de anfípodes pertencentes à ordem Amphipoda.
Géneros:
- Anchylomera Milne Edwards, 1830
- Euprimnus Fraser, 1961
- Hieraconyx Guérin, 1838
- Phrosina Risso, 1822
- Primno Guérin-Méneville, 1836